# Кожевников, Иван Дмитриевич
Иван Дмитриевич Кожевников (28 января 1893 — 31 августа 1959 года) — советский военачальник, полковник, участник Великой Отечественной войны.

## Биография
Иван Дмитриевич Кожевников родился 28 марта 1893 года в городе Ташкенте. В мае 1910 года окончил четырёхклассное городское училище в Оренбурге. Работал мастером на механическом заводе. В октябре 1913 года был призван на службу в Российскую императорскую армию. К началу Первой мировой войны дослужился до чина унтер-офицера. Участвовал в боевых действиях против австро-венгерских войск, дослужился до чина подпрапорщика. В октябре 1917 года в Луцке вступил в Красную Гвардию. Участвовал в разоружении казачьих и прочих частей, следовавших с фронта по железной дороге, подавлении выступления А. И. Дутова. В феврале 1918 года добровольцем поступил на службу в Рабоче-Крестьянскую Красную Армию.
В 1920 году окончил Оренбургские кавалерийские курсы. Принимал участие в ликвидации антисоветских формирований в Уфимской губернии, Ишимско-Петропавловского восстания. После окончания Гражданской войны продолжал службу в Красной Армии. В 1926 году окончил Красноярскую артиллерийскую школу, после чего служил на командных и хозяйственных должностях в различных зенитно-артиллерийских частях. В 1934 году окончил курсы усовершенствования командного состава противовоздушной обороны Красной Армии в Ленинграде. С апреля 1941 года командовал 1-м дивизионом 509-го зенитно-артиллерийского полка 4-й дивизии ПВО Киевской зоны ПВО. В этой должности встретил начало Великой Отечественной войны.
В первые дни войны дивизион Кожевникова участвовал в отражении вражеских авиационных налётов на Львов. В условиях стремительного наступления немецких войск и тяжёлых оборонительных сражений за Украинскую ССР ему удалось сохранить вверенное ему подразделение боеспособным. В июле 1941 года в составе 509-го истребительно-противотанкового артиллерийского полка дивизион Кожевникова был переброшен на Западный фронт, где в составе 19-й армии принял активное участие в Смоленском сражении, боях под Торопцом. Попав в окружение, зенитчиками удалось прорваться к своим с минимальными потерями, нанеся врагу серьёзный урон. В дальнейшем дивизион участвовал в контрнаступлении под Москвой, освобождал Можайск, сражался на Гжатском направлении. 26 декабря 1941 года Кожевников принял командование над 766-м истребительно-противотанковым артиллерийским полком Резерва Главного Командования. Эта часть вскоре была переброшена в Крым, на Керченский полуостров. После оставления Керчи и эвакуации на Таманский полуостров в сентябре 1942 года Кожевников был назначен командиром 620-го армейского полка ПВО. 4 декабря 1942 года принял командование над 9-й зенитно-артиллерийской дивизией Резерва Главного Командования. Участвовал в боях под Харьковом.
В июне 1943 года Кожевников был отозван с фронта и назначен начальником группы формирования Московского учебного зенитного артиллерийского лагеря, а пятью месяцами позже — начальником сбора слушателей Высшей офицерской школы ПВО в городе Евпатория. С января 1944 года преподавал топографию в этой школе. 
В январе 1946 года в звании полковника вышел в отставку. Умер 31 августа 1959 года.

## Награды
- 2 ордена Ленина (4 декабря 1941 года, 21 февраля 1945 года);
- Орден Красного Знамени (3 ноября 1944 года);
- Медаль «За оборону Москвы» и другие медали.